# Caterina Corner
Caterina Corner (italianizzato in Caterina Cornaro, in greco Αικατερίνη Κορνάρο?; Venezia, 25 novembre 1454 – Venezia, 10 luglio 1510) è stata regina consorte di Cipro per il matrimonio con il re Giacomo II, reggente del Regno di Cipro durante la breve vita del figlio neonato Giacomo III, e infine regina regnante di Cipro. Il suo regno durò dal 26 agosto 1474 al 26 febbraio 1489, e fu l'ultima sovrana dell'isola.
Nel 1489, fu costretta ad abdicare e a cedere il Regno alla Repubblica di Venezia, che dalla morte del marito controllava effettivamente il governo dell'isola. Una volta abbandonato il Regno, fece ritorno in patria e in cambio della rinuncia ottenne in dono dalla Serenissima la terra e il castello di Asolo di cui divenne "Domina" (Signora), conservando però anche il titolo di "rejna de Jerusalem Cypri et Armeniae" e l'annuale rendita di 8000 ducati; infatti, insieme al titolo cipriota, si fregiava anche dei titoli di regina titolare di Gerusalemme e d'Armenia.

## Biografia

### Famiglia d'origine ed infanzia

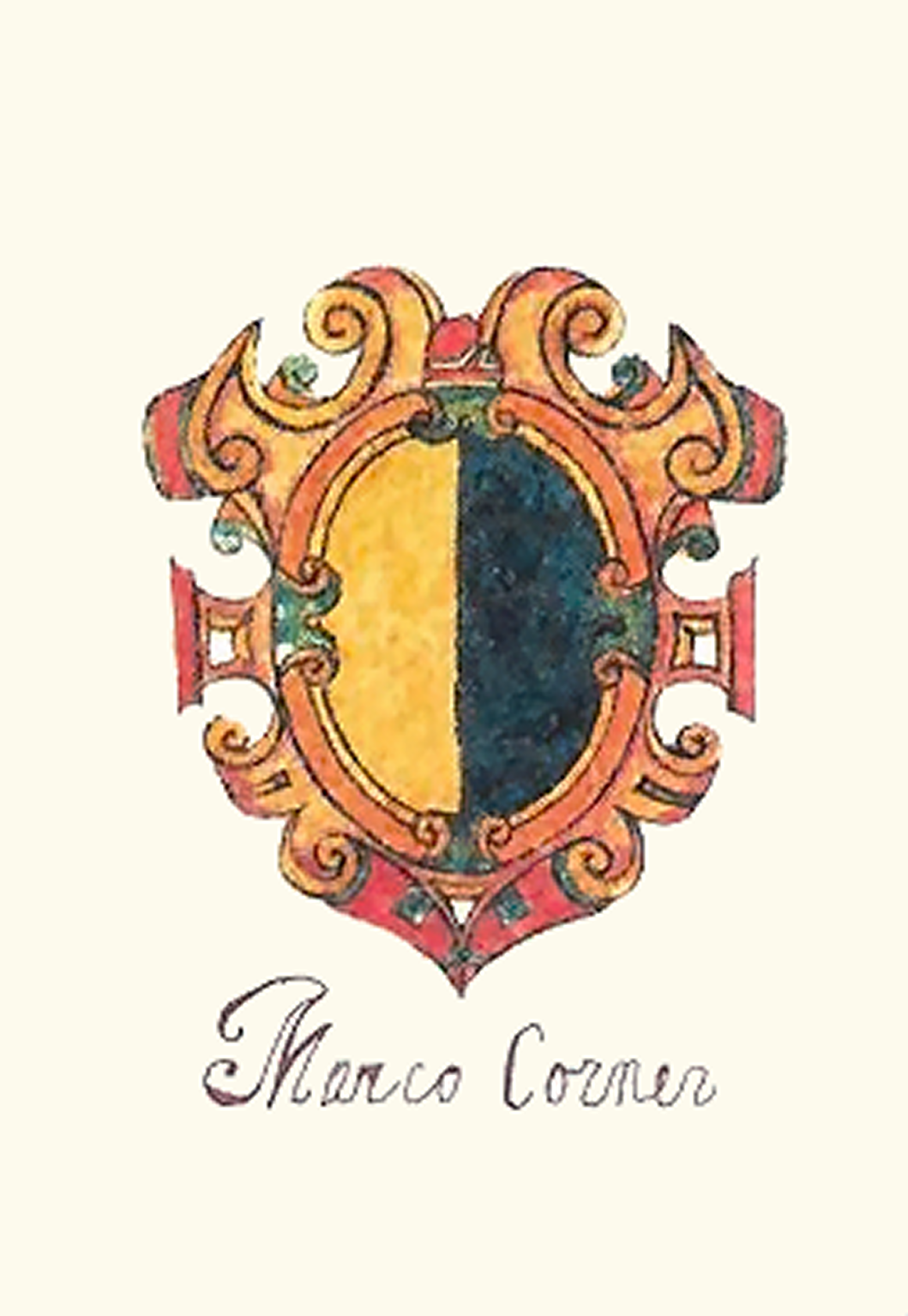
Stemma di Casa Corner

Caterina Corner nacque dall'insigne casata veneziana Corner del ramo di San Cassiano. Suo padre, il cavaliere Marco Corner, era figlio di Giorgio, nipote del doge Marco Corner e della sua prima moglie Giovanna Scrovegni, di Enrico, distintosi durante la Guerra di Lombardia, la cui spaventosa prigionia venne descritta da lui stesso nella Cronachetta Corner.
Sua madre era Fiorenza Crispo, figlia di Nicolò Crispo e di Valenza Comnena, signori di Siro e Santorini. Il nonno materno, Nicolò, era il fratello del duca di Nasso Giacomo I, ambedue figli dei duchi Francesco I Crispo e Fiorenza Sanudo, figlia di Marco II Sanudo duca di Nasso e signore di Milo e di una nobildonna francese. Valenza Comnena era invece la figlia dell'imperatore Giovanni IV di Trebisonda e di una principessa Bagrationi, figlia di Alessandro I di Georgia.
Caterina trascorse un'infanzia serena, dapprima nel palazzo di famiglia sul Canal Grande (l'attuale Ca' Corner della Regina), quindi, dal suo decimo compleanno, nel monastero delle benedettine di San Benedetto Vecchio, presso Padova. Ebbe due fratelli, Luca e Giorgio ― quest'ultimo, nominato cavaliere della Stola d'oro, porterà il casato al massimo del suo lustro economico e politico ― e cinque sorelle, tra cui Elisabetta Corner che sposerà nel 1478 Paolo Cappello, militare e diplomatico, e Lucia Corner, sposata nel 1485 all'umanista e diplomatico Marco Dandolo.

### Matrimonio
Il 10 o il 30 luglio 1468, a quattordici anni, sposò per procura il re di Cipro e di Armenia Giacomo II di Lusignano. Il matrimonio era stato proposto da Andrea Corner, zio paterno di Caterina, il quale, bandito da Venezia e confinato a Cipro, aveva rafforzato i legami di amicizia che legavano la sua famiglia ai Lusignano. L'unione risultava vantaggiosa per entrambe le parti: la Serenissima intendeva estendere la sua influenza su Cipro, importante base commerciale dove già deteneva grossi interessi economici; il sovrano aveva bisogno di un alleato potente, minacciato dalle rivendicazioni della sorellastra Carlotta (da lui detronizzata nel 1464), dalle pretese dei genovesi su Famagosta e dall'incombere dei turchi.

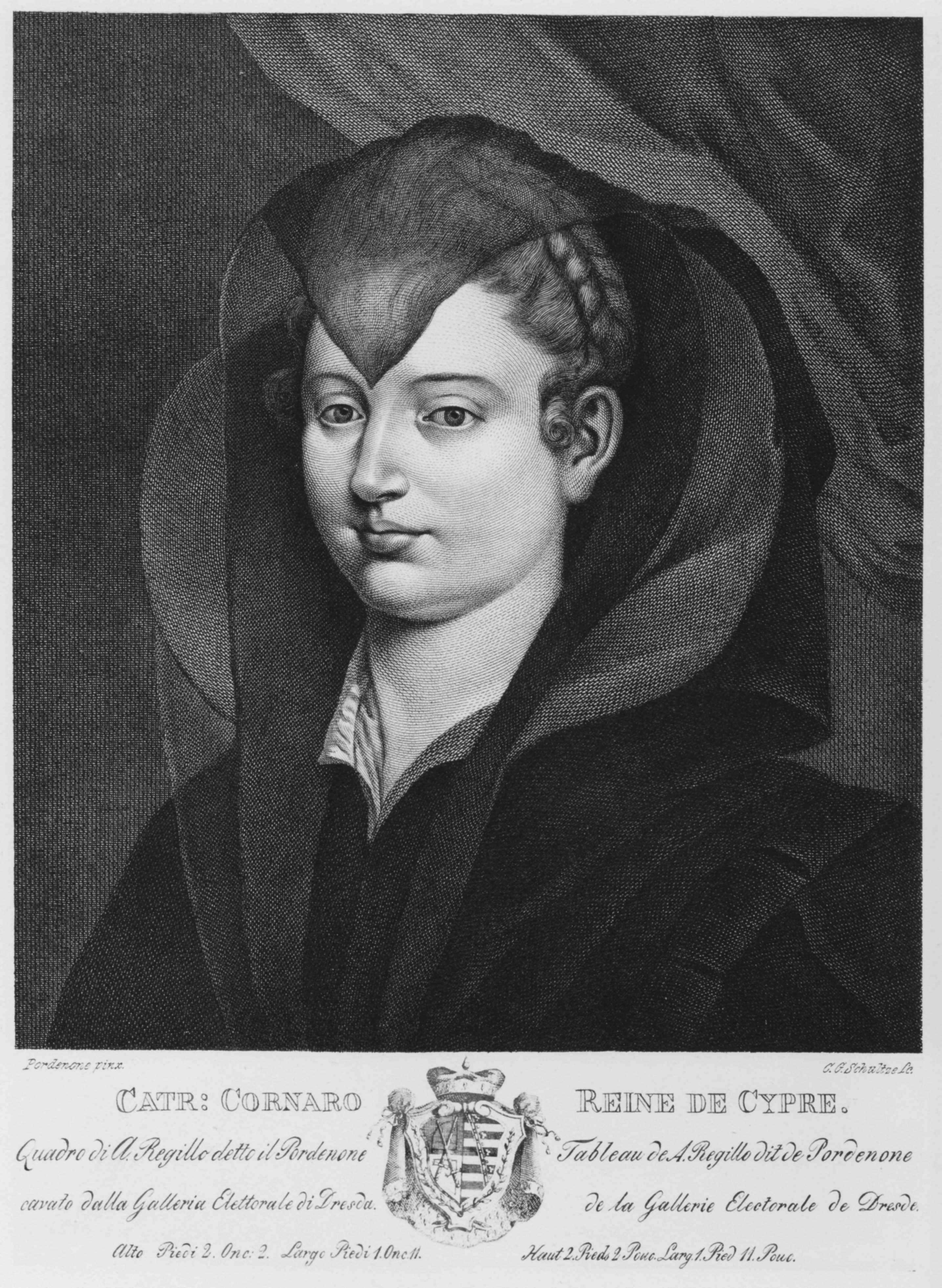
Una stampa della Corner di Christian Gottfried Schulze dal Pordenone

Giacomo fu rappresentato nella fastosa cerimonia dal suo ambasciatore Filippo Mistahel. Caterina portò una dote ricchissima: 100 000 ducati, che vennero assicurati sulle rendite di Famagosta e Cerines.
Tuttavia dovettero passare alcuni anni prima che potesse raggiungere il suo consorte. Quest'ultimo, infatti, in un primo periodo trascurò l'impegno e cominciò ad avvicinarsi al Regno di Napoli, da sempre nemico della Serenissima, e a considerare un nuovo matrimonio con una figlia naturale di re Ferdinando. Tuttavia le insistenze dei veneziani e soprattutto l'avanzata ottomana lo convinsero a rispettare i patti e nel 1469 concluse un'alleanza con cui Cipro veniva posta sotto la protezione della repubblica.
Invero il Lusignano temporeggiò ancora qualche tempo finché, di fronte alla minaccia della Repubblica di Venezia di far tornare sul trono la sorellastra, nell'estate del 1472 si decise a inviare un'ambasciata in laguna per portare Caterina sull'isola. La futura regina fu condotta al porto di San Nicolò a bordo del Bucintoro, accompagnata dal doge Nicolò Tron e da una moltitudine di nobili e popolani. Il 26 settembre, nel monastero di San Nicolò del Lido, fece testamento; in esso nominava il fratello Giorgio suo principale erede in caso di morte senza figli.
Giunta finalmente sull'isola, Caterina si unì in matrimonio al sovrano nella cattedrale di San Nicola a Famagosta. Poco dopo, a Nicosia, venne incoronata.

### Vedovanza e ascesa
Pochi mesi dopo, nella notte tra il 6 e il 7 luglio 1473, Giacomo II moriva improvvisamente, lasciando la consorte incinta. Fu tumulato nella cattedrale di Famagosta. Prima di spirare il sovrano aveva lasciato delle disposizioni ambigue, sicché la regina, benché designata a succedergli assieme al figlio che aspettava, venne esclusa dal governo. Le redini del regno furono invece assunte da un collegio di commissari, formato, con l'eccezione dello zio Andrea Corner, da esponenti del partito filo-napoletano. Altra fonte di insidie furono i tre figli naturali del sovrano, ai quali sarebbe spettata la corona in caso di morte sua e del nascituro, e le mai sopite rivendicazioni di Carlotta.
Frattanto, il 28 agosto, Caterina diede alla luce l'erede al trono al quale impose il nome di Giacomo III.
Di fronte a questa situazione, la Repubblica di Venezia passò alle vie di fatto: il 24 agosto il capitano generale da Mar Pietro Mocenigo ricevette l'ordine di raggiungere Cipro con la flotta per occuparne le posizioni più strategiche; il 31 agosto comunicò a papa Sisto IV, sostenitore di Carlotta, di voler difendere il regno a ogni costo, conservandolo sotto la sovranità della sua "figlia adottiva"; un comunicato simile fu inviato, il 2 settembre, a Ferdinando I di Napoli.
Queste azioni, tuttavia, non intimidirono gli oppositori della sovrana. Capeggiati dall'arcivescovo di Nicosia Luigi Fabricies, appena tornato da Napoli dove aveva negoziato le nozze tra Ciarla e Alfonso (figli naturali rispettivamente di Giacomo II e Ferdinando di Napoli), ordirono un complotto: nella notte tra il 13 e il 14 novembre i congiurati irruppero nel palazzo reale, trucidando gli uomini più fidati di Caterina, tra cui Andrea Corner e il nipote di questi Marco Bembo. Successivamente comunicarono alla Serenissima che i due veneziani erano stati uccisi dai propri mercenari per un mancato pagamento e la invitarono a disarmare le sue truppe perché non avvenissero altri incidenti; Venezia adottò una linea prudente e acconsentì.
Allo stesso tempo la regina fu sottoposta a nuove vessazioni: fu obbligata a consegnare le fortezze, ad assentire alle nozze tra Ciarla e Alfonso ed a riconoscere a quest'ultimo il titolo di Principe di Galilea, tradizionalmente assegnato all'erede al trono di Cipro; in aggiunta le fu strappato il figlioletto, che venne affidato alla suocera Marietta di Patrasso, e le vennero sottratti il sigillo reale e i gioielli della corona. Per tranquillizzare Venezia, i commissari inviarono in laguna un'ambasciata che recava alcune lettere estorte a Caterina in cui veniva confermata la versione dei fatti da loro sostenuta.
Negli stessi giorni il Mocenigo, ritiratosi a Modone col grosso della flotta, s'era insospettito per il transito di navi napoletane che riportavano a Cipro il Fabricies. Aveva quindi inviato sull'isola il provveditore Vettor Soranzo con dieci galee; qui incontrò i commissari e gli venne assicurata l'intenzione di restituire alla regina la sua autorità. La situazione per i congiurati si stava però complicando: Ferdinando, volendo evitare lo scontro diretto con la Repubblica, smise di apportare il suo aiuto, mentre tra gli stessi commissari cominciarono a sorgere delle discordie e c'era chi avrebbe preferito un accordo con Venezia, proponendo il matrimonio tra il maggiore dei bastardi di Giacomo II e una sorella della Corner. Di questo momento di difficoltà approfittò il Soranzo che, favorito dagli abitanti di Nicosia che si erano rivoltati a sostegno della regina, il 31 dicembre sbarcò a Famagosta con le proprie truppe, provocando la fuga del Fabricies e di altri congiurati. Assicuratosi il controllo dell'isola, mise a morte quanti erano coinvolti negli assassini del Corner e del Bembo, bandì catalani, siciliani e napoletani e ne confiscò i beni. Quando il 2 febbraio il Mocenigo lo raggiunse col resto della flotta, l'isola era ormai pacificata.
Caterina continuò a regnare sotto la costante protezione della Repubblica di Venezia anche dopo la morte di suo figlio Giacomo III, avvenuta per febbri malariche nel 1474.

### Abdicazione e ritorno a Venezia
Nell'ottobre del 1488 fu scoperta un'altra congiura, ordita ancora dai nobili catalani. Venezia represse di nuovo la ribellione e decise di richiamare Caterina, costringendola ad abdicare a favore della Repubblica. A seguito del suo rifiuto, fu minacciata che, nel caso di disobbedienza, sarebbe stata spogliata di tutti i privilegi e trattata come ribelle. Il 26 febbraio 1489 fu sottoscritto l'atto ufficiale dell'abdicazione di Caterina in favore della Serenissima Repubblica . Il 18 marzo, vestita di nero, la regina lasciò per sempre l'isola.
Venezia accolse la sua figlia in maniera trionfale. Arrivata da Cipro a San Nicolò al Lido, entrò il giorno seguente, il 6 giugno 1489, seduta sul Bucintoro accanto al doge Agostino Barbarigo.

### Signora di Asolo
Dopo la consegna formale della corona alla Serenissima in San Marco, fu nominata domina Aceli (signora di Asolo), conservando tuttavia anche negli atti ufficiali il titolo e il rango di regina. Sul territorio di Asolo Caterina aveva gli stessi poteri del doge. Unici limiti: non poteva far subire ai sudditi nessun onere o angheria e non poteva ospitare chi non fosse gradito al doge.
Caterina chiamò alla sua corte artisti e letterati, tra cui Giorgione, Lorenzo Lotto, Pietro Bembo, che qui ambientò Gli Asolani. Nel 1509, all'avanzare delle truppe imperiali di Massimiliano I d'Asburgo, si rifugiò a Venezia. Ritornata nel suo castello e tra gli asolani che tanto l'amavano, fuggì di nuovo quando le truppe tedesche si riaffacciarono alle porte di Altivole.

### Morte
Morì a Venezia il 10 luglio 1510 e venne tumulata nella chiesa dei Santi Apostoli. Tale fu la folla che volle partecipare al rito funebre che i Provveditori fecero costruire un ponte di barche da Rialto a Santa Sofia per permettere un migliore deflusso.
La salma rimase solo pochi anni nella chiesa dei Santi Apostoli, perché nel 1584 venne trasferita nella Chiesa di San Salvador, nella grande tomba voluta per lei dal fratello Giorgio, opera dello scultore svizzero Bernardino Contin, dove tuttora riposa.

## Discendenza
Da suo marito, Caterina ebbe un figlio:
- Giacomo III (28 agosto 1473 - 26 agosto 1474), nacque postumo come re di Cipro due mesi dopo la morte del padre. Posto sotto la reggenza materna, morì prematuramente a un anno di età, in circostanza non completamente chiare.

## Ascendenza
|                     |                    |                        | Genitori                      |  |  | Nonni |  |  | Bisnonni      |  |  | Trisnonni    |  |
|                     |                    |                        |                               |  |  |       |  |  | Andrea Corner |  |  | Marco Corner |  |
|                     |                    |                        |                               |  |  |       |  |  | Andrea Corner |  |  | Marco Corner |  |
|                     |                    | Giovanna Scrovegni     |                               |  |  |       |  |  | Andrea Corner |  |  |              |  |
| Giorgio Corner      |                    |                        |                               |  |  |       |  |  | Andrea Corner |  |  |              |  |
|                     |                    | Giustiniana Giustinian | Andrea Giustinian             |  |  |       |  |  |               |  |  |              |  |
|                     |                    | Giustiniana Giustinian | Andrea Giustinian             |  |  |       |  |  |               |  |  |              |  |
|                     |                    | Giustiniana Giustinian | Primafiore Fregoso            |  |  |       |  |  |               |  |  |              |  |
| Marco Corner        |                    | Giustiniana Giustinian |                               |  |  |       |  |  |               |  |  |              |  |
|                     |                    | Giustiniano Giustinian | ...                           |  |  |       |  |  |               |  |  |              |  |
|                     |                    | Giustiniano Giustinian | ...                           |  |  |       |  |  |               |  |  |              |  |
|                     |                    | Giustiniano Giustinian | ...                           |  |  |       |  |  |               |  |  |              |  |
| Caterina Giustinian |                    | Giustiniano Giustinian |                               |  |  |       |  |  |               |  |  |              |  |
|                     |                    | ...                    | ...                           |  |  |       |  |  |               |  |  |              |  |
|                     |                    | ...                    | ...                           |  |  |       |  |  |               |  |  |              |  |
|                     |                    | ...                    | ...                           |  |  |       |  |  |               |  |  |              |  |
| Caterina Corner     |                    | ...                    |                               |  |  |       |  |  |               |  |  |              |  |
|                     | Francesco I Crispo | ...                    |                               |  |  |       |  |  |               |  |  |              |  |
|                     | Francesco I Crispo | ...                    |                               |  |  |       |  |  |               |  |  |              |  |
|                     | Francesco I Crispo | ...                    |                               |  |  |       |  |  |               |  |  |              |  |
| Nicolò Crispo       | Francesco I Crispo |                        |                               |  |  |       |  |  |               |  |  |              |  |
|                     |                    | Fiorenza Sanudo        | Marco II Sanudo               |  |  |       |  |  |               |  |  |              |  |
|                     |                    | Fiorenza Sanudo        | Marco II Sanudo               |  |  |       |  |  |               |  |  |              |  |
|                     |                    | Fiorenza Sanudo        | Nobildonna de Saint-Ménéhould |  |  |       |  |  |               |  |  |              |  |
| Fiorenza Crispo     |                    | Fiorenza Sanudo        |                               |  |  |       |  |  |               |  |  |              |  |
|                     |                    | Giovanni IV Comneno    | Alessio IV Comneno            |  |  |       |  |  |               |  |  |              |  |
|                     |                    | Giovanni IV Comneno    | Alessio IV Comneno            |  |  |       |  |  |               |  |  |              |  |
|                     |                    | Giovanni IV Comneno    | Teodora Cantacuzena           |  |  |       |  |  |               |  |  |              |  |
| Valenza Comneno     |                    | Giovanni IV Comneno    |                               |  |  |       |  |  |               |  |  |              |  |
|                     |                    | Principessa Bagrationi | Alessandro I di Georgia       |  |  |       |  |  |               |  |  |              |  |
|                     |                    | Principessa Bagrationi | Alessandro I di Georgia       |  |  |       |  |  |               |  |  |              |  |
|                     |                    | Principessa Bagrationi | Dulandukht Orbelian           |  |  |       |  |  |               |  |  |              |  |
|                     |                    | Principessa Bagrationi |                               |  |  |       |  |  |               |  |  |              |  |

## Nella cultura di massa
- Alla figura di Caterina Cornaro è dedicato il grand-opéra La Reine de Chypre di Fromental Halévy, su libretto di Jules-Henri Vernoy de Saint-Georges, andato in scena a Parigi il 22 dicembre 1841.
- Sul libretto di Saint-Georges si basa quello di Giacomo Sacchero per Caterina Cornaro di Gaetano Donizetti, andata in scena al Teatro San Carlo di Napoli il 12 gennaio 1844. Nell'opera si narra l'episodio storico che determina la morte del Lusignano, intrecciato a una storia d'amore tra Caterina e Gerardo, un giovane cavaliere francese.

## Galleria d'immagini

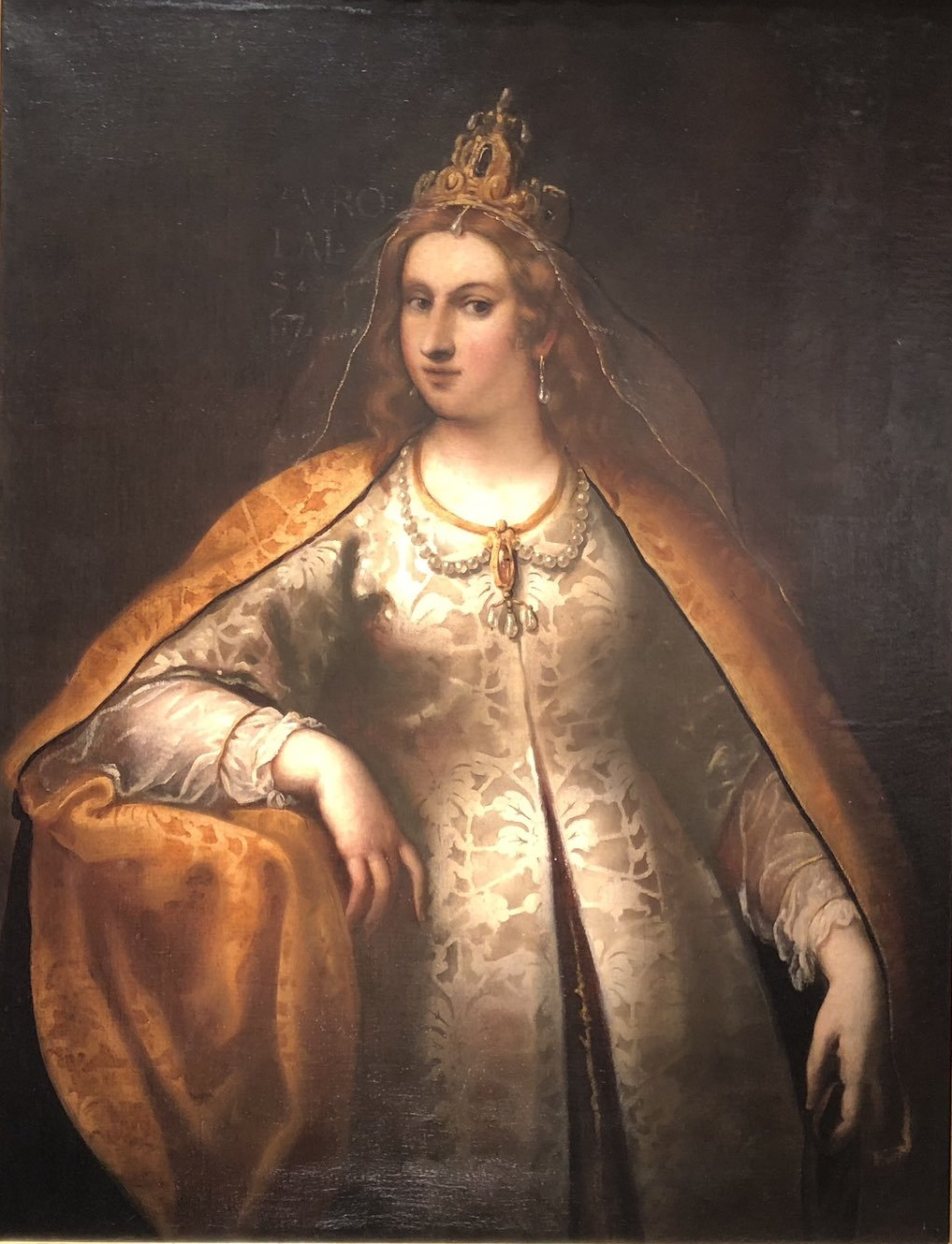
La regina Caterina di Cipro in un ritratto di Alessandro Varotari
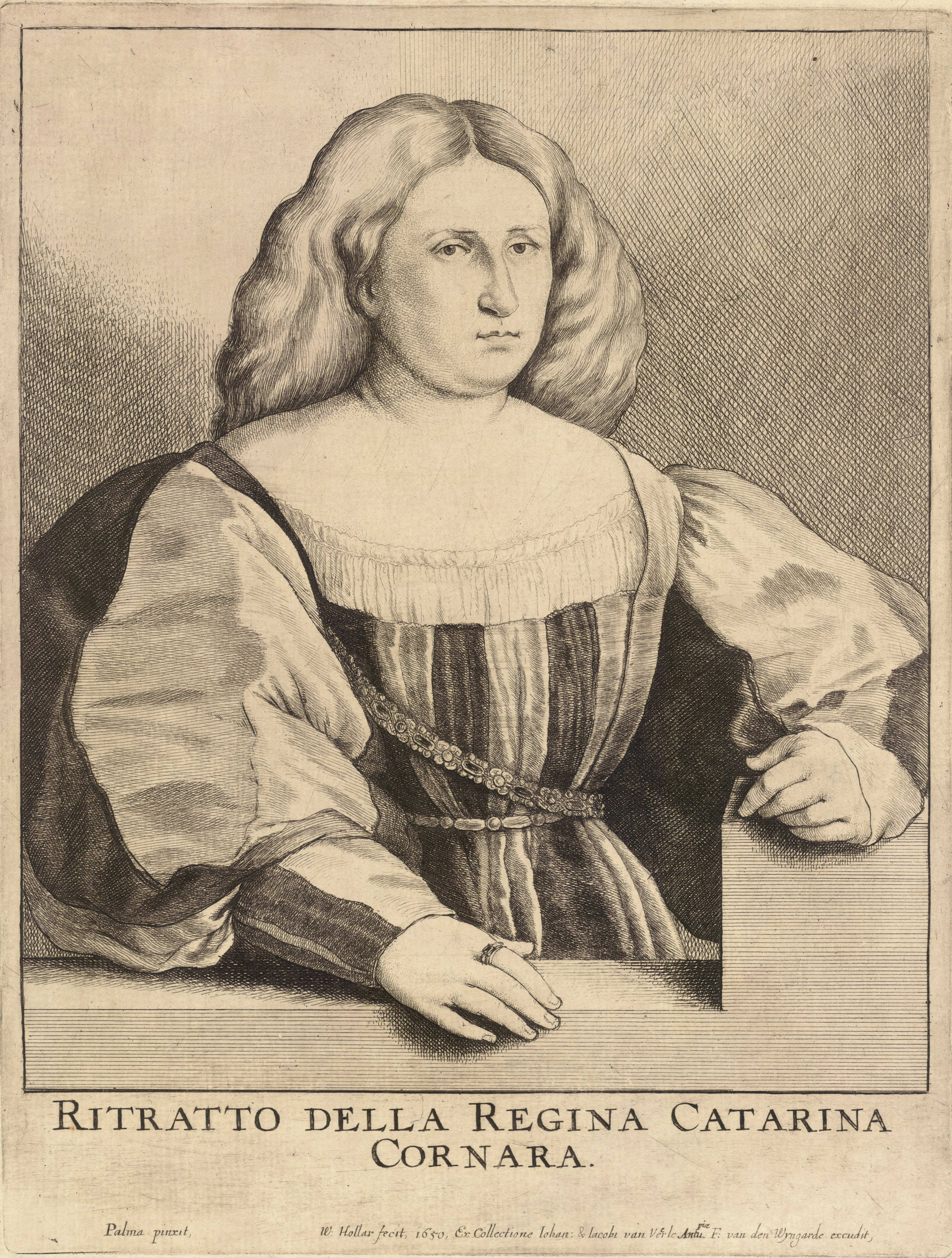
La Cornaro in una litografia di Wenceslaus Hollar
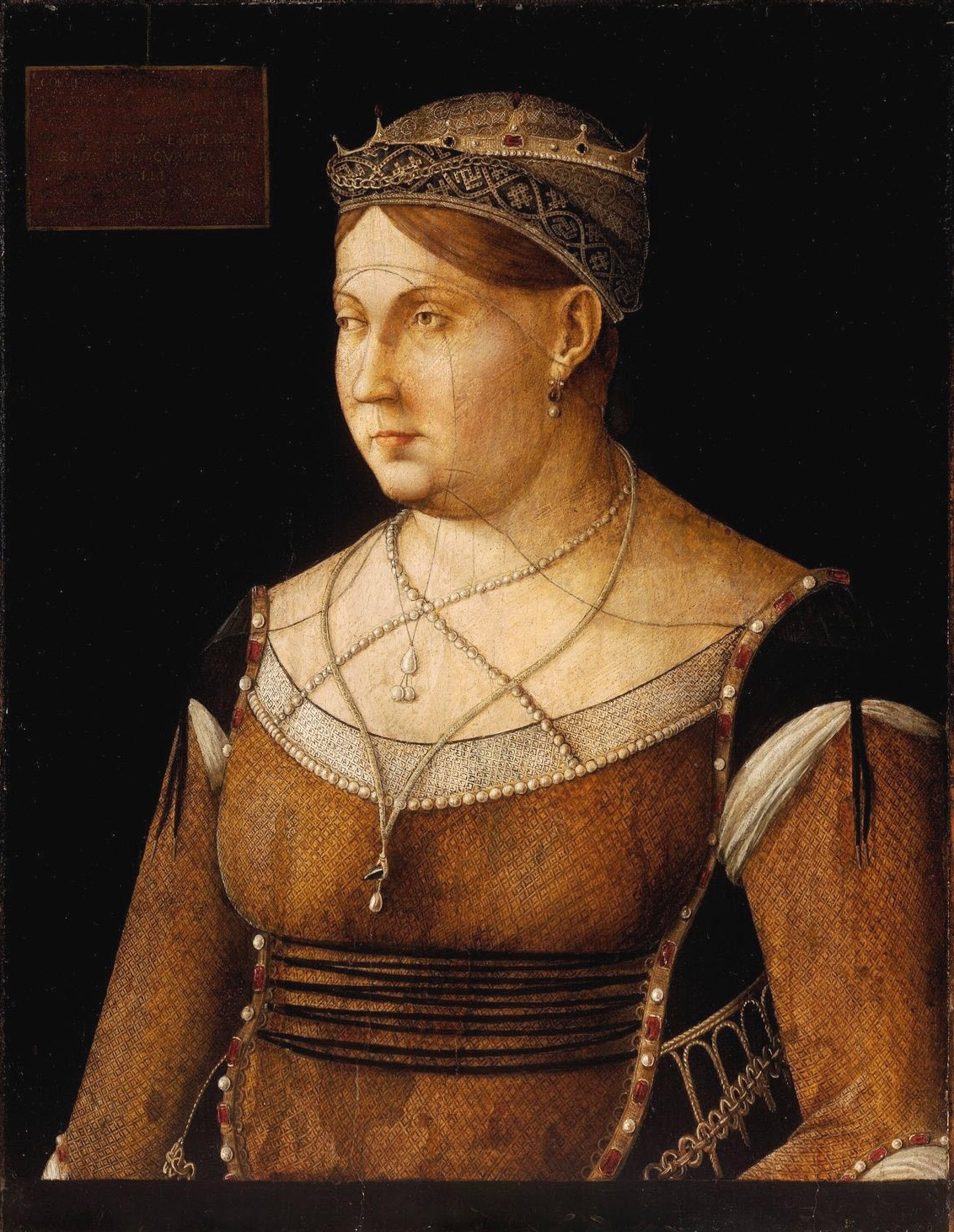
Ritratto di Caterina Cornaro, regina di Cipro, pittura su tavola, Gentile Bellini, 1500 circa, Museo di Belle Arti, Budapest
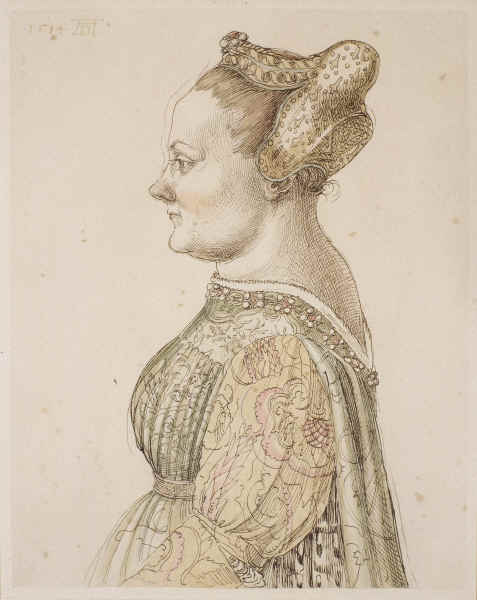
Caterina in un disegno di Albrecht Dürer
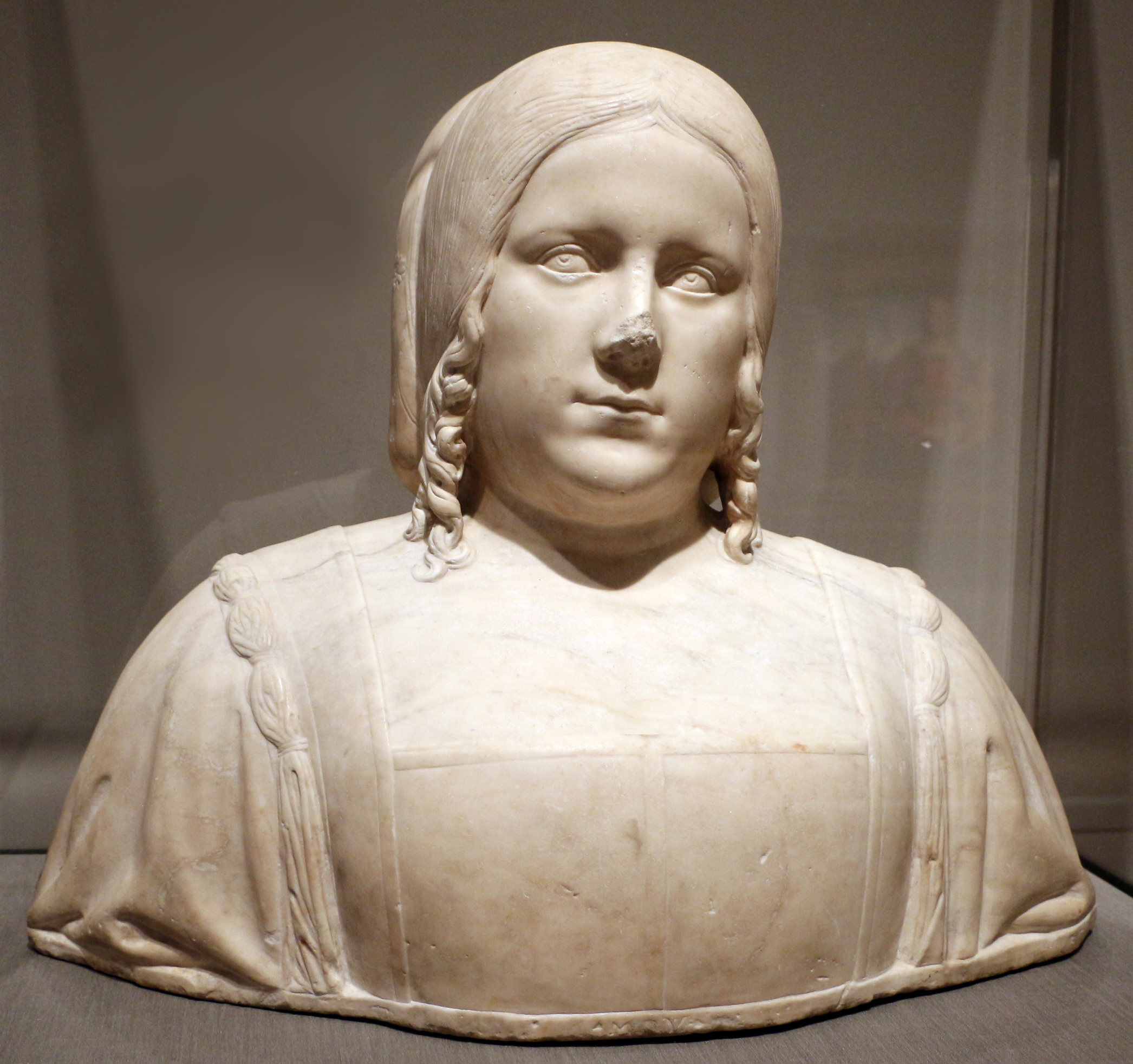
Giovanni Cristoforo Romano, busto di Caterina Cornaro, Regina di Cipro, 1505
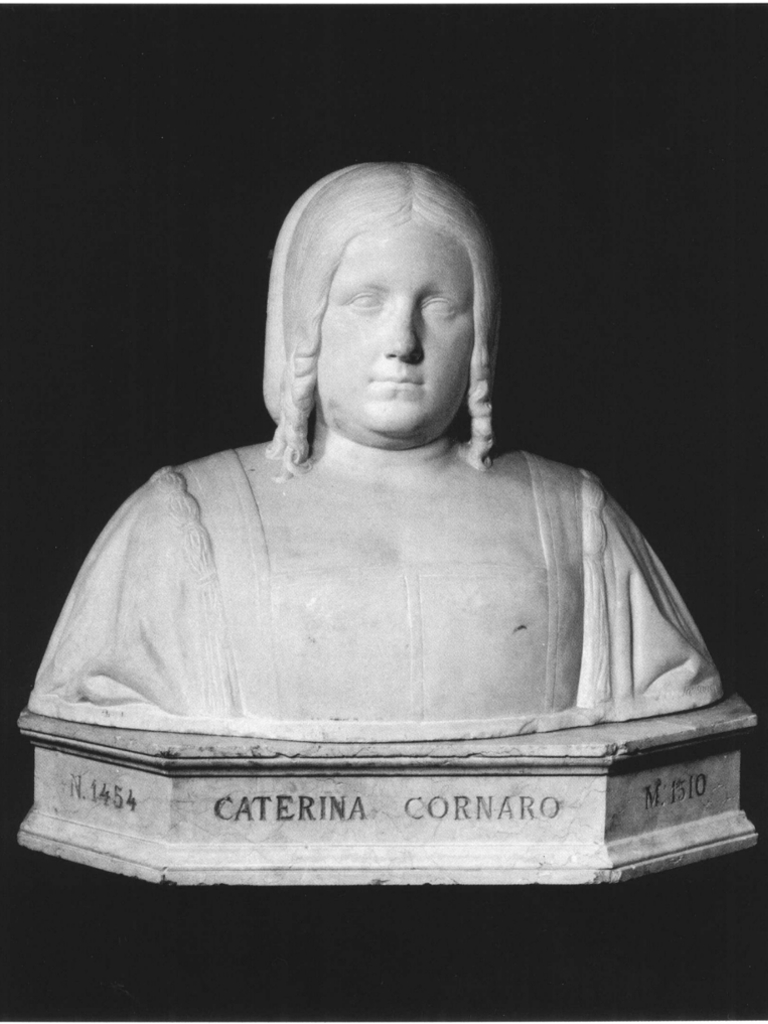
Busto di Caterina Cornaro, opera di Augusto Sanavio del 1912. Il busto fa parte del Panteon Veneto, conservato presso Palazzo Loredan di Campo Santo Stefano a Venezia
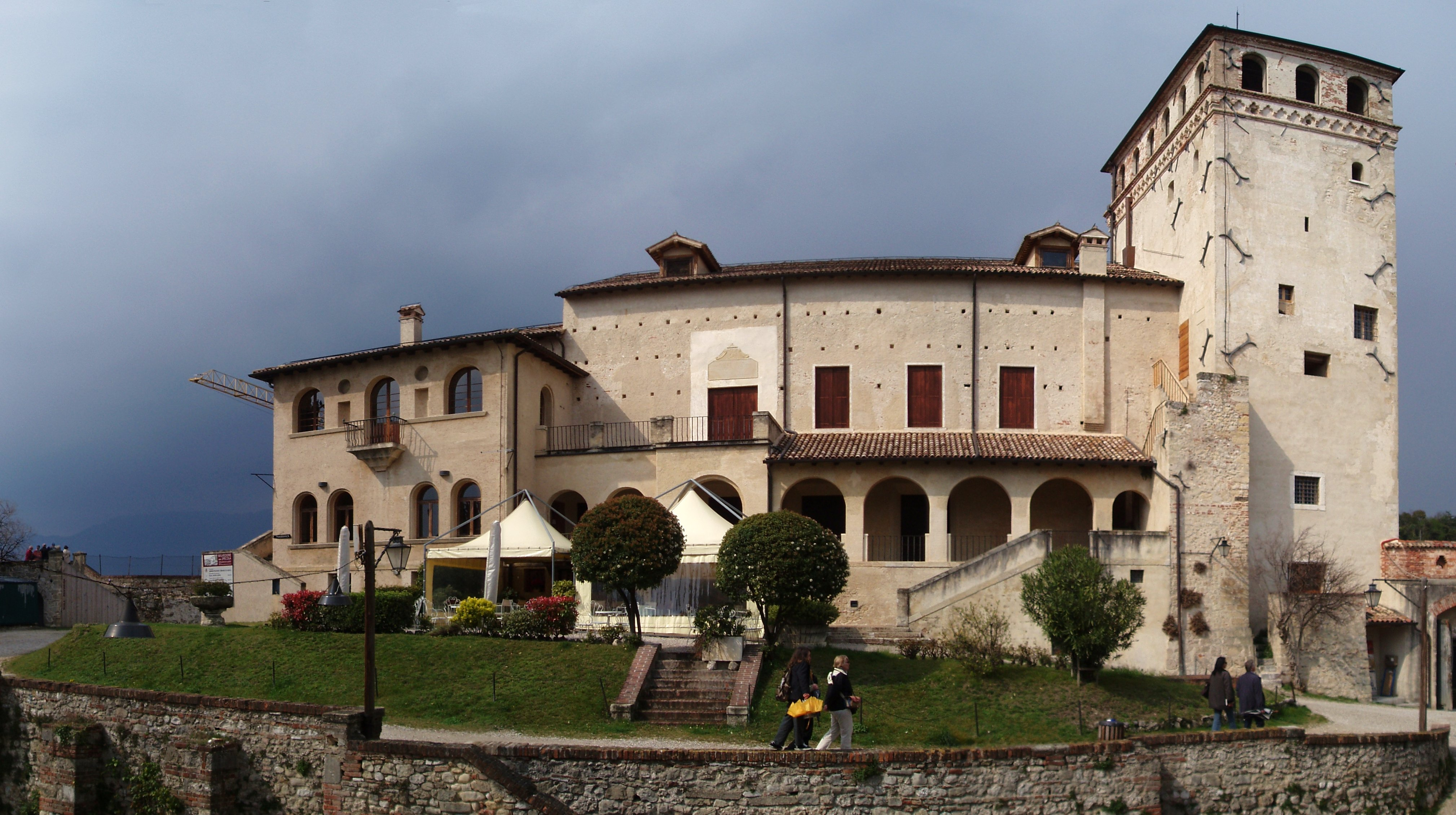
Asolo, castello di Caterina Cornaro
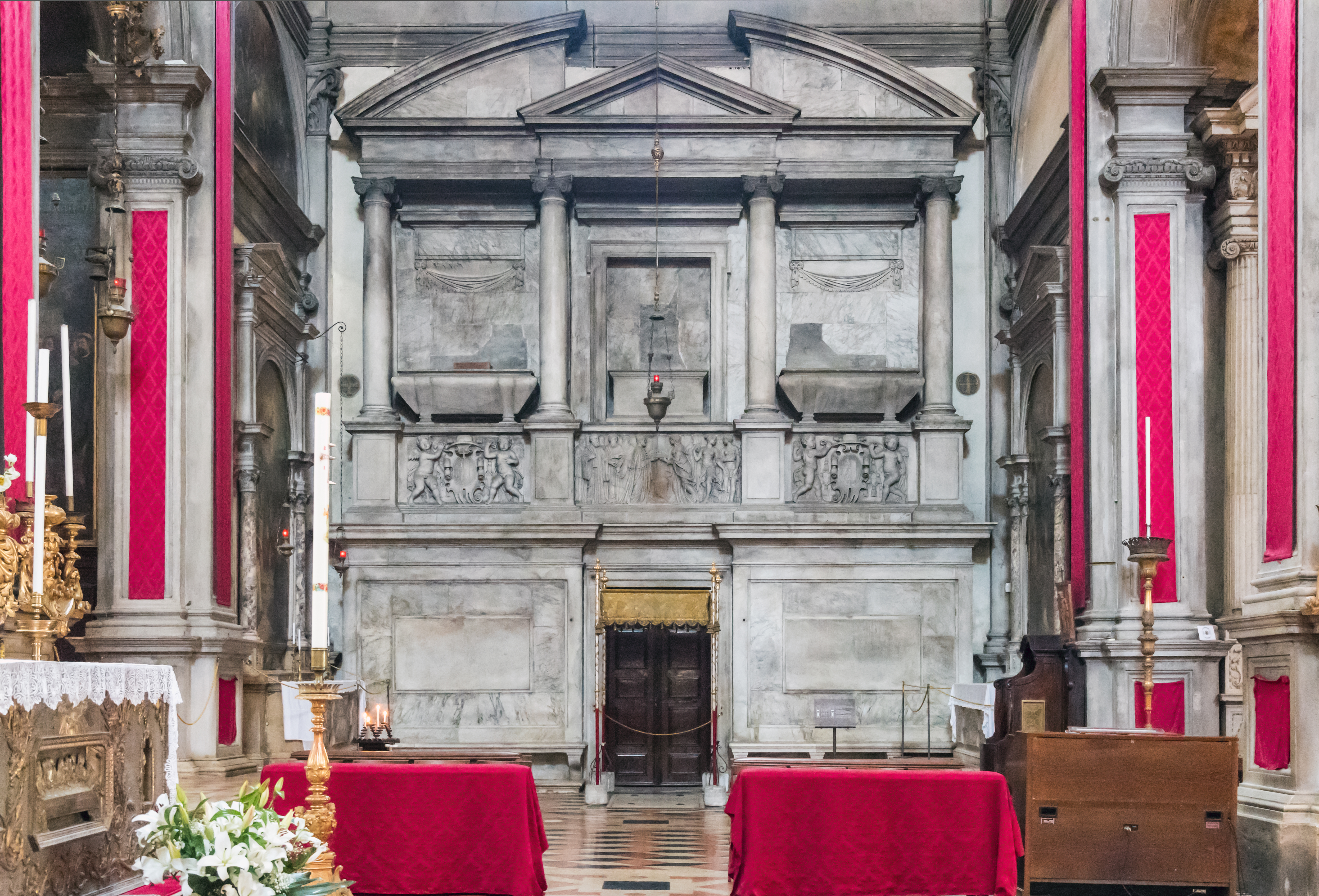
Il monumento funebre di Caterina Cornaro di Bernardino Contin nella chiesa di San Salvador, Venezia
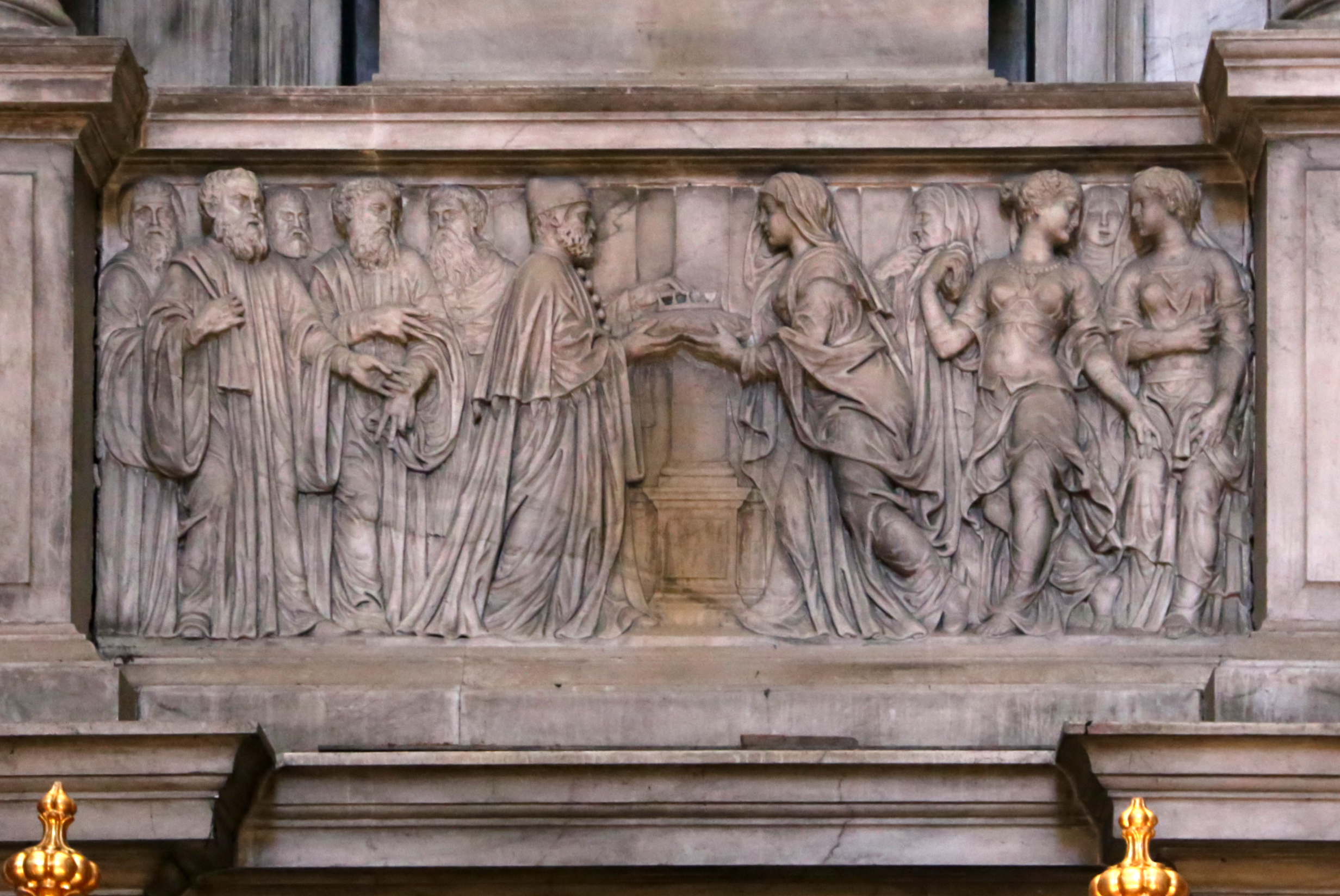
La Regina depone la corona al doge Agostino Barbarigo Monumento funebre di Caterina Cornaro, regina di Cipro, in San Salvador, Bernardino Contin, 1580
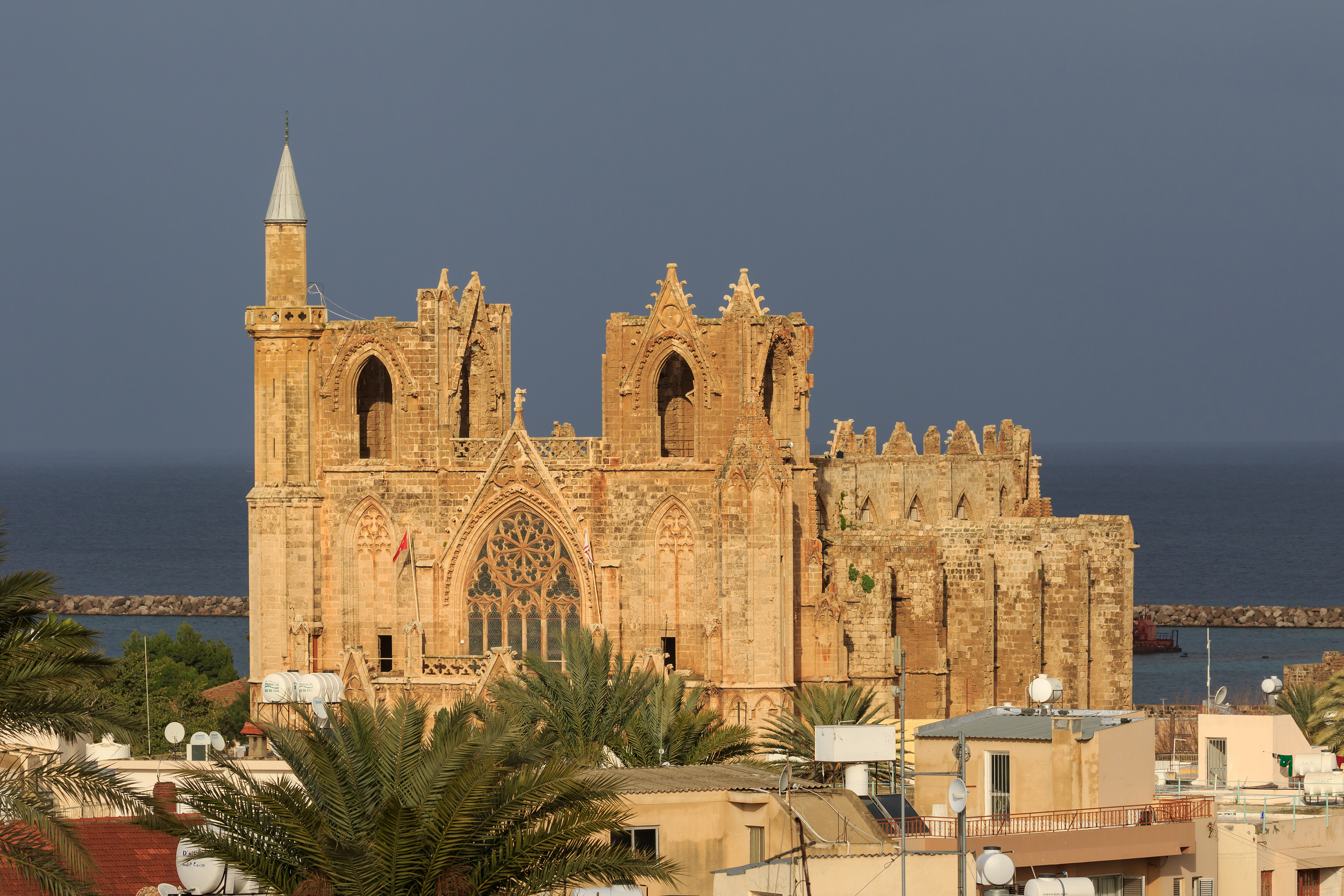
L'ex cattedrale di Famagosta, ora moschea, luogo di sepoltura dei Lusignano
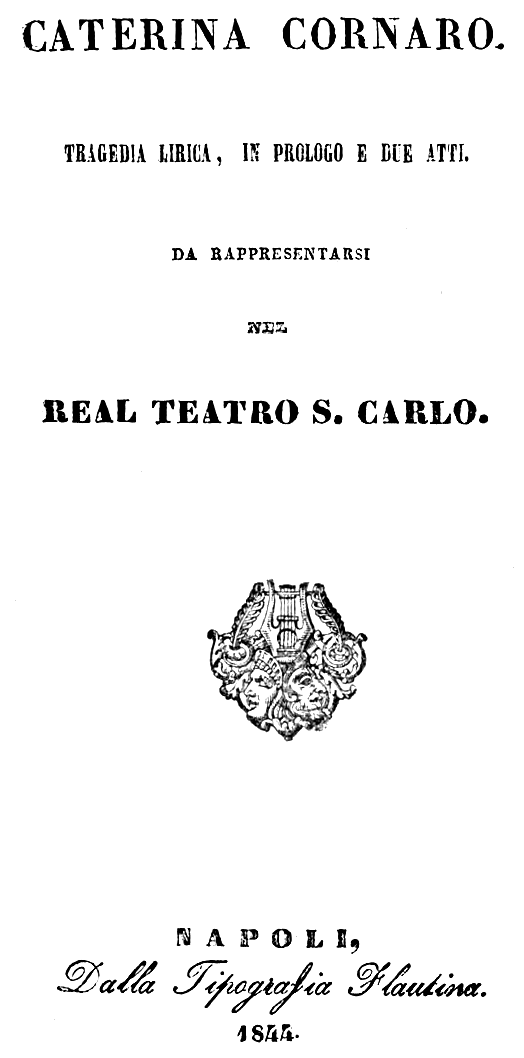
Il libretto della Caterina Cornaro di Gaetano Donizetti, andata in scena al Teatro San Carlo di Napoli